# اپیزود (فیلم)
اپیزود (انگلیسی: Episode) یک فیلم به کارگردانی والتر رایش است که در سال ۱۹۳۵ منتشر شد.